# Aethiothemis
Aethiothemis is een geslacht van libellen (Odonata) uit de familie van de korenbouten (Libellulidae).

## Soorten
Aethiothemis omvat 8 soorten:
- Aethiothemis basilewskyi Fraser, 1954
- Aethiothemis bequaerti Ris, 1919
- Aethiothemis carpenteri (Fraser, 1944)
- Aethiothemis diamangae Longfield, 1959
- Aethiothemis discrepans Lieftinck, 1969
- Aethiothemis mediofasciata Ris, 1931
- Aethiothemis palustris Martin, 1912
- Aethiothemis solitaria Martin, 1908